# Švédsko na Letních olympijských hrách 1948
Švédsko na Letních olympijských hrách 1948 v Londýně reprezentovalo 181 sportovců, z toho 162 mužů a 19 žen. Nejmladším účastníkem byl Marianne Lundquist (17 let, 7 dní), nejstarší pak Tore Holma (51 let, 251 dní). Reprezentanti vybojovali 46 medaile z toho 17 zlatých, 11 stříbrných a 18 bronzových.

## Medailisté
| Medaile | Jméno | Sport             | Disciplína                                 |
| ------- | --- | ----------------- | ------------------------------------------ |
| Zlato   | Henry Eriksson | Atletika          | Muži běh na 1 500 m                        |
| Zlato   | Tore Sjöstrand | Atletika          | Muži běh na 3 000 m překážek               |
| Zlato   | John Mikaelsson | Atletika          | Muži chůze na 10 km                        |
| Zlato   | John Ljunggren | Atletika          | Muži chůze na 50 km                        |
| Zlato   | Arne Åhman | Atletika          | Muži trojskok                              |
| Zlato   | Torsten Lindberg Knut Nordahl Erik Nilsson Birger Rosengren Bertil Nordahl Sune Andersson Kjell Rosen Gunnar Gren Gunnar Nordahl Henry Carlsson Nils Liedholm Börje Leander Kalle Svensson | Fotbal            | turnaj mužů                                |
| Zlato   | William Grut | Moderní pětiboj   | Muži jednotlivci                           |
| Zlato   | Kurt Pettersén | Zápas             | řecko-římský do 57 kg                      |
| Zlato   | Gustav Freij | Zápas             | řecko-římský do 67 kg                      |
| Zlato   | Gösta Andersson | Zápas             | řecko-římský do 73 kg                      |
| Zlato   | Axel Grönberg | Zápas             | řecko-římský do 79 kg                      |
| Zlato   | Karl-Erik Nilsson | Zápas             | řecko-římský do 87 kg                      |
| Zlato   | Gert Fredriksson | Kanoistika        | Muži K-1 1000 m                            |
| Zlato   | Gert Fredriksson | Kanoistika        | Muži K-1 10000 m                           |
| Zlato   | Gunnar Åkerlund Hans Wetterström | Kanoistika        | Muži K-2 10000 m                           |
| Zlato   | Hans Berglund Lennart Klingström | Kanoistika        | Muži K-2 1000 m                            |
| Stříbro | Folke Bohlin Hugo Johnson Gösta Brodin | Jachting          | Muži třída dragon class                    |
| Stříbro | Gunnar Nilsson | Box               | Muži váha těžká do 80 kg                   |
| Stříbro | Olle Anderberg | Zápas             | řecko-římský do 62 kg                      |
| Stříbro | Tor Nilsson | Zápas             | řecko-římský nad 87 kg                     |
| Stříbro | Ivar Sjölin | Zápas             | volný styl do 62 kg                        |
| Stříbro | Gösta Frändfors | Zápas             | volný styl do 67 kg                        |
| Stříbro | Bertil Antonsson | Zápas             | volný styl nad 97 kg                       |
| Stříbro | Robert Selfelt Olof Stahre Sigurd Svensson | Jezdectví         | Družstvo mužů jezdecká všestrannost        |
| Stříbro | Lennart Strand | Atletika          | Muži běh na 1 500 m                        |
| Stříbro | Ingemar Johansson | Atletika          | Muži chůze na 10 km                        |
| Stříbro | Erik Elmsäter | Atletika          | Muži běh na 3 000 m překážek               |
| Bronz   | Gösta Magnusson | Vzpírání          | Muži lehkotěžká váha do 82,5 kg            |
| Bronz   | Frank Cervell Carl Forssell Bengt Ljungquist Sven Thofelt Per Hjalmar Carleson Arne Tollbom                                                                                                | Šerm              | Družstvo mužů kord                         |
| Bronz   | Gösta Gärdin | Moderní pětiboj   | Muži jednotlivci                           |
| Bronz   | Tore Holm Torsten Lord Martin Hindorff Carl Robert Ameln Gösta Salén | Jachting          | Muži třída 6 m class                       |
| Bronz   | Thure Johansson | Zápas             | volný styl do 52 kg                        |
| Bronz   | Erik Lindén | Zápas             | volný styl do 79 kg                        |
| Bronz   | Bengt Fahlqvist | Zápas             | volný styl do 87 kg                        |
| Bronz   | Jonas Jonsson | Sportovní střelba | Muži 50 m libovolná malorážka 60 ran vleže |
| Bronz   | Torsten Ullman | Sportovní střelba | Muži 50 m pistole                          |
| Bronz   | Sven Lundquist | Sportovní střelba | Muži 25 m rychlopalná pistole              |
| Bronz   | Gustaf Adolf Boltenstern | Jezdectví         | Jednotlivci drezura                        |
| Bronz   | Robert Selfelt | Jezdectví         | Jednotlivci všestrannost                   |
| Bronz   | Bertil Albertsson | Atletika          | Muži běh na 10 000 m                       |
| Bronz   | Rune Larsson | Atletika          | Muži běh na 400 m překážek                 |
| Bronz   | Rune Larsson Kurt Lundquist Lars-Erik Wolfbrandt Folke Alnevik | Atletika          | Muži štafeta 4 × 400 m                     |
| Bronz   | Göte Hagström | Atletika          | Muži běh na 3 000 m překážek               |
| Bronz   | Ann-Britt Leymanová | Atletika          | Ženy skok do dálky                         |